# Colbafora
Colbafora (em armênio: Կողբափոր; romaniz.: Kołbap'or/Kołbop'or; Kak'pak'ar), segundo a Geografia de Ananias de Siracena (século VII), foi um gavar (cantão) da província de Gogarena, na Armênia.

## História

Armênia em 150. Gogarena situa-se ao norte

Abarcava o vale do rio Inja, mas Eremyan colocou-o na garganta do rio Colbe, na região da atual Noiemberiã, e citou como seu centro o castelo e cidade de Colbe ou Colbacar. Tinha área de 250 quilômetros quadrados. Entre 300-200 a.C., pertencia à Armênia orôntida ou estava entre a Armênia e a Ibéria farnabázida. Após 200 a.C., os artaxíadas da Armênia adicionam-na na Marca Mósquia. Em algum ponto antes de 339, tornou-se um Estado principesco. Cyril Toumanoff considerou que talvez podia arregimentar 100 cavaleiros para o exército real.
Segundo uma tradição preservada por Moisés de Corene, os príncipes de Colbafora descendiam de Guxar, nobre descendente de Haico. Fausto, o Bizantino registra um dos membros da família principesca: Manavazo. Em 363, rompe seus laços com a Armênia e torna-se um domínio do Albânia; Hewsen considera que tornou-se parte da região da Baixa Ibéria, no Ducado de Sanxevilde. No século VII, reaparece em Gogarena e no século VIII faz parte de Gardamana, sob a qual permaneceu até o século X.